# Bereke Bank
«Bereke Bank» — казахстанский коммерческий банк. Центральный офис находится в Алматы.

## История

### Основание и первый этап развития — TexaKaBank
TexaKaBank был создан 19 марта 1993 году как совместный казахстанско-американский банк. Его капитал на 1 октября 2005 года составлял 2,7 млрд тенге ($20 млн), активы — 23,3 млрд тенге ($175 млн), кредитный портфель — 14,9 млрд тенге ($112 млн). Чистая прибыль за 9 месяцев 2005 года составила 783 млн тенге ($5,9 млн).
Основными владельцами TexaKaBank в 2005 году были руководитель United Central Bank (США, Техас) Грегори Стьюдер (81,5 %) и глава казахстанского представительства компании «Фининтэкс» (США) Валерий Гекко (5 %). «Фининтэкс» ранее проводила для TexaKaBank сделку по покупке российского «Метробанка».
Банк имел более 20 отделений в Алма-Ате, Атырау и Уральске, с 2001 года входил в систему страхования вкладов Казахстана.
В конце июля 2006 года 80 % доли в уставном капитале TexaKaBank была куплена «Сбербанком России». По данным СМИ, примерная сумма сделки тогда составила $100 млн. В конце 2006 года «Сбербанк» увеличил долю в TexaKaBank с 80 % до 99,99 %. По итогам 2006 года TexaKaBank занял 278-е место среди банков СНГ и 15-е место среди банков Казахстана по объёму активов. Активы по состоянию на января 2007 года составляли 27,3 млрд тенге, обязательства — 22,9 млрд тенге, собственный капитал — 4,4 млрд тенге.

### Второй этап развития — Сбербанк Казахстан
В начале 2007 года банк был переименован в Дочерний банк Акционерное общество «Сбербанк России». В 2007 году кредитной организацией была получена лицензия на проведение банковских и иных операций, осуществляемых банками, в национальной и иностранной валюте. В том же году уставный капитал банка был увеличен почти в 15 раз и составил 29 млрд тенге (более $240 млн), что позволило ему войти в число 10 крупнейших банков Казахстана по размеру уставного капитала.
В 2009 году решением правления Казахстанской фондовой биржи (KASE) «Сбербанку России» был присвоен статус маркет-мейкера российского рубля (а с 2011 — доллара США и с 2014 года — китайского юаня). В 2010 году кредитный портфель ДБ АО «Сбербанк» превысил сумму в 100 млрд тенге. Через два года банк занял шестое место в банковской системе Казахстана с долей свыше 5 %, а его капитал на 15 млрд тенге за счёт размещения 2 млн простых акций. На начало 2020 года ДБ АО «Сбербанк» уже занимал 2-е место по объёму активов среди банков Казахстана и имел филиальную сеть, состоящую из 101 структурного подразделения.

#### Санкции и продажа
В связи с российским вторжением в Украину материнский «Сбербанк» попал в апреле 2022 года под санкции Великобритании и США, а в июле — под санкции Европейского союза. В результате активы Сбербанка и его дочерних компаний были заморожены, а любое взаимодействие американских физических и юридических лиц запрещено. В Казахстане приложение «Sber KZ» было удалено из онлайн-магазинов для мобильных телефонов iOS и Android, банк был отключён от международной межбанковской системы SWIFT.
В середине апреля Halyk Bank выкупил по договору цессии у ДБ АО «Сбербанк» часть кредитного портфеля клиентов розничного бизнеса. Эта сделка затронула автокредиты, оформленные по программе льготного кредитования «Банка Развития Казахстана», части беззалоговых кредитов, займов на неотложные нужды и ипотечных кредитов. Общий объём основного долга по переданным кредитам составил 330 млрд тенге (по состоянию на 1 апреля 2022 года кредитный портфель потребительских займов ДБ АО «Сбербанк» составлял 1,1 трлн тенге).
Тогда же российский Сбербанк начал искать покупателя на свою казахстанскую дочку, а Управление по контролю за иностранными активами (OFAC) Минфина США выдало лицензию, устанавливающую срок для сворачивания операций с ДБ АО «Сбербанк» до 12 июля 2022 года. В банке начался ощущаться отток средств клиентов. После попадания под санкции клиенты казахстанской «дочки» Сбербанка вывели из неё около 38 % своих средств.
В мае СМИ сообщили, что одним из главных претендентов на актив стал нацхолдинг «Байтерек», контролирующийся правительством Республики Казахстан, вместе с которым в сделке может участвовать Европейский банк реконструкции и развития (ЕБРР). В июне глава ЕБРР Одиль Рено-Бассо заявила, что её банк может докапитализировать ДБ АО «Сбербанк», когда у него сменится владелец. В следующем месяце OFAC продлило лицензию для завершения операций с ДБ АО «Сбербанк» ещё на три месяца, до 11 октября 2022 года. 23 августа было объявлено о подписании договора о продаже всех акций Сбербанка в ДБ АО «Сбербанк» национальному управляющему холдингу «Байтерек».

«Сбербанк принял решение о выходе с казахстанского рынка, руководствуясь текущей геополитической обстановкой и действуя в интересах клиентов дочернего банка. Сбербанк Казахстан имеет достаточный запас ликвидности, высококачественный кредитный портфель и на протяжении многих лет является одним из ключевых участников финансового рынка Казахстана»— пресс-служба банка
1 сентября холдинг «Байтерек» и Сбербанк РФ закрыли сделку купли-продажи Сбербанка Казахстан. Тогда же было объявлено о планах переименовать организацию в «Береке банк» (береке в переводе с казахского означает изобилие, достаток). 21 сентября банк завершил перерегистрацию и стал называться Bereke Bank («Береке банк)».

### Современный этап развития — Bereke Bank
В феврале 2023 года Министерство финансов США объявило, что 6 марта снимет санкции с банка.

## Собственники и руководство
С января 2020 года — июль 2022 год — председатель правления Тенизбаев Ельдар Амантаевич.
11 марта 2020 года председателем совета директоров избран Козинцев Тимур Олегович.
С июля 2022 года председателем правления ДБ АО «Сбербанк» назначен Нурсултан Таскаранов.

## Деятельность
ДБ АО «Сбербанк» входил в международную группу Сбербанк. Банк с 2007 работает на финансовом рынке Казахстана, и занимал четвёртое место по объёму активов среди всех банков Казахстана.
По состоянию на 2019 год ДБ АО «Сбербанк» имеет филиальную сеть, состоящую из 91 структурного подразделения, 16 из которых являются филиалами.

### Показатели деятельности
По состоянию на сентябрь 2020 года активы ДБ АО «Сбербанк» достигли 2,824 трлн тенге. Таким образом, банк занял 2-е место среди всех банков Казахстана по объёму активов.
По итогам первого полугодия 2018 года активы ДБ АО «Сбербанк» достигли 1,346 трлн тенге, обязательства банка составили 1,219 трлн тенге, собственный капитал составляет 127,6 млрд тенге. Вклады юридических лиц составляют 649,1 млрд тенге, вклады физических лиц составляют 298,8 млрд тенге.
По состоянию на сентябрь 2017 года активы ДБ АО «Сбербанк» достигли 1,576 трлн тенге, обязательства банка составили 1,101 трлн тенге, собственный капитал составляет 160,5 млрд тенге. Вклады юридических лиц составляют 447,4 млрд тенге, вклады физических лиц составляют 671,1 млрд тенге.
Банк выдаёт автокредиты, ипотечные кредиты, потребительские кредиты, и кредиты для бизнеса.
В 2023 году рейтинговое агентство АКРА присвоило Bereke Bank рейтинговую оценку BB+ со стабильным прогнозом по международной шкале. В 2024 году рейтинг был отозван.
В июле 2025 года Bereke Bank запустил новую платформу